# Ruf CTR3
Ruf CTR3 – supersamochód produkowany w niewielkiej liczbie egzemplarzy przez niemiecką firmę RUF. Bazuje na samochodzie Porsche Cayman. Dostępny jako 2-drzwiowe coupé. Następca modelu CTR2. Do napędu użyto silnika B6 o pojemności 3,7 l. Moc przenoszona była na oś tylną poprzez 6-biegową manualną skrzynię biegów.

## Dane techniczne

### Silnik
- B6 3,7 l (3746 cm³), 4 zawory na cylinder, DOHC, bi-turbo
- Układ zasilania: wtrysk Bosch Motronic
- Średnica × skok tłoka: 102,00 × 76,40 mm
- Stopień sprężania: 9,2:1
- Moc maksymalna: 700 KM (514,5 kW) przy 7000 obr./min
- Maksymalny moment obrotowy: 890 N•m przy 4000 obr./min

### Osiągi
- Przyspieszenie 0-100 km/h: 3,2 s
- Prędkość maksymalna: 375 km/h